# San Pietro di Feletto
San Pietro di Feletto là một đô thị ở tỉnh Treviso trong vùng Veneto, có cự ly khoảng 60 km về phía bắc của Venice và khoảng 30 km về phía bắc của Treviso. Tại thời điểm ngày 31 tháng 12 năm 2004, đô thị này có dân số 5.144 người và diện tích là 19,5 km².
San Pietro di Feletto giáp các đô thị: Conegliano, Refrontolo, Susegana, Tarzo, Vittorio Veneto.